# شورای عالی آب
شورای‌عالی آب به‌منظور تصمیم‌سازی و سیاست‌گذاری جمعی در زمینه تأمین، توزیع و مصرف منابع آب کشور ایران خارج از وزارت نیرو و با همکاری نهادهای ذی‌نفع در مصرف آب (مثل وزارت کشاورزی و صمت) در سال ۱۳۸۱ تأسیس شده است. تصمیمات این شورا با تصویب هیئت وزیران یا کمیسیون مذکور در اصل ۱۳۸ قانون اساسی برای دستگاه‌های ذی‌ربط لازم‌الاجراست. این شورا بر اساس ماده ۱۰ قانون تشکیل جهاد کشاورزی در سال ۱۳۸۱ تشکیل شد.

## تاریخچه
ساختار مدیریت منابع آب ایران در اوایل دولت هشتم و در دوره ریاست رضا اردکانیان بر وزارت نیرو تغییرات عمیقی کرد و با تشکیل شرکت‌های آب منطقه‌ای استانی، از مدل تأمین، توزیع و مدیریت مصرف متمرکز منابع آب توسط وزارت نیرو در بعد منطقه‌ای و حوضه‌های آبریز به ساختار مدیریت منابع آب در محدوده مرزهای استانی تغییر کرد. در ادامه، از آنجا که قوانین کشور مدیریت منابع آب را به شکل متمرکز بر عهده وزارت نیرو گذاشته بودند، شورای عالی آب تشکیل شد تا مدیریت جمعی و اشتراکی منابع آب به شکل بهتری با هماهنگی سایر وزارت‌خانه‌ها انجام شود. با محول شدن تصمیم‌گیری در مورد مدیریت منابع آب به این شورا بجای تک تک وزارت‌خانه‌ها، مسئولیت بسیاری از تصمیمات از دوش تک تک وزارت‌خانه‌‌ها برداشته شد.
در دولت نهم و دهم، وزارت نیرو و هیئت دولت وقت به مناسب‌تر بودن انجام هماهنگی‌ها بین وزارت نیرو و سایر وزارت‌خانه‌ها در جلسات هفتگی هیئت دولت تأکید داشتند و همچنین منتقد ساختار شورای عالی آب و خروج تصمیم‌سازی یکپارچه برای مدیریت منابع آب از وزارت نیرو بودند و از این رو بنا به برخی روایات در هشت سال این دولت در ایران، جلسه شورای عالی آب تشکیل داده نشد یا تنها ۴–۳ جلسه آن تشکیل داده شد. با شروع دولت یازدهم، اولین جلسه این شورا در دوم مهرماه با حضور رئیس‌جمهور وقت برگزار می‌شود و برخی رسانه‌ها خبر از احیای این شورای عالی که حذف نشده بود می‌دهند. بعد دو سال اعلام می‌شود با موفقیت ۱۵ جلسه شورای عالی آب برگزار شده است.

## اعضا
مطابق قانون اعضای این شورا عبارتند از:
- وزیر نیرو
- وزیر جهاد کشاورزی
- وزیر صنعت، معدن و تجارت
- وزیر کشور
- رئیس سازمان مدیریت و برنامه‌ریزی کشور
- رئیس سازمان حفاظت محیط زیست
- یک نفر از اعضای کمیسیون کشاورزی، آب و منابع طبیعی با انتخاب مجلس شورای اسلامی به‌عنوان ناظر
- دو نفر از متخصصان بخش کشاورزی به حکم رئیس‌جمهور

ریاست عالیه این شورا با رئیس‌جمهور یا معاون اول وی می‌باشد.